# Tingtao Wan
Tingtao Wan  (chinesisch 听涛湾) ist eine kleine Bucht an der Ingrid-Christensen-Küste des ostantarktischen Prinzessin-Elisabeth-Lands. Sie liegt nördlich des Shuijing Hu auf der Nordseite der Tonagh Promontory in den Larsemann Hills. Ihr Westufer ist steil aufragend und ihre Einfahrt, die durch die Schlucht Guimenguan Xia gebildet wird, schmal.
Chinesische Wissenschaftler benannten sie 1993 im Zuge von Vermessungs- und Kartierungsarbeiten.